# Camilla Moos Enemark
Camilla Moos Enemark (født 24. december 1980, død 10. april 2012, Næstved) var en dansk springrytter. Hun var en del af det danske springlandshold, hvor hun repræsenterede Danmark i superligaen og ved EM i Madrid i 2011. Enemark begyndte sin ridekarriere som 12-årig og blev dansk mester i 1996.
Hun døde den 10. april 2012 efter længere tids sygdom med en kræftsvulst i hjernen. Allerede i 2006 var hun blevet opereret for en lignende svulst. Hun blev begravet på Herlufsholm Kirkegård